# AMUNT
AMUNT ist ein deutsches Architekturbüro, das 2009 von Björn Martenson, Sonja Nagel und Jan Theissen in Aachen und Stuttgart gegründet wurde.

## Partner

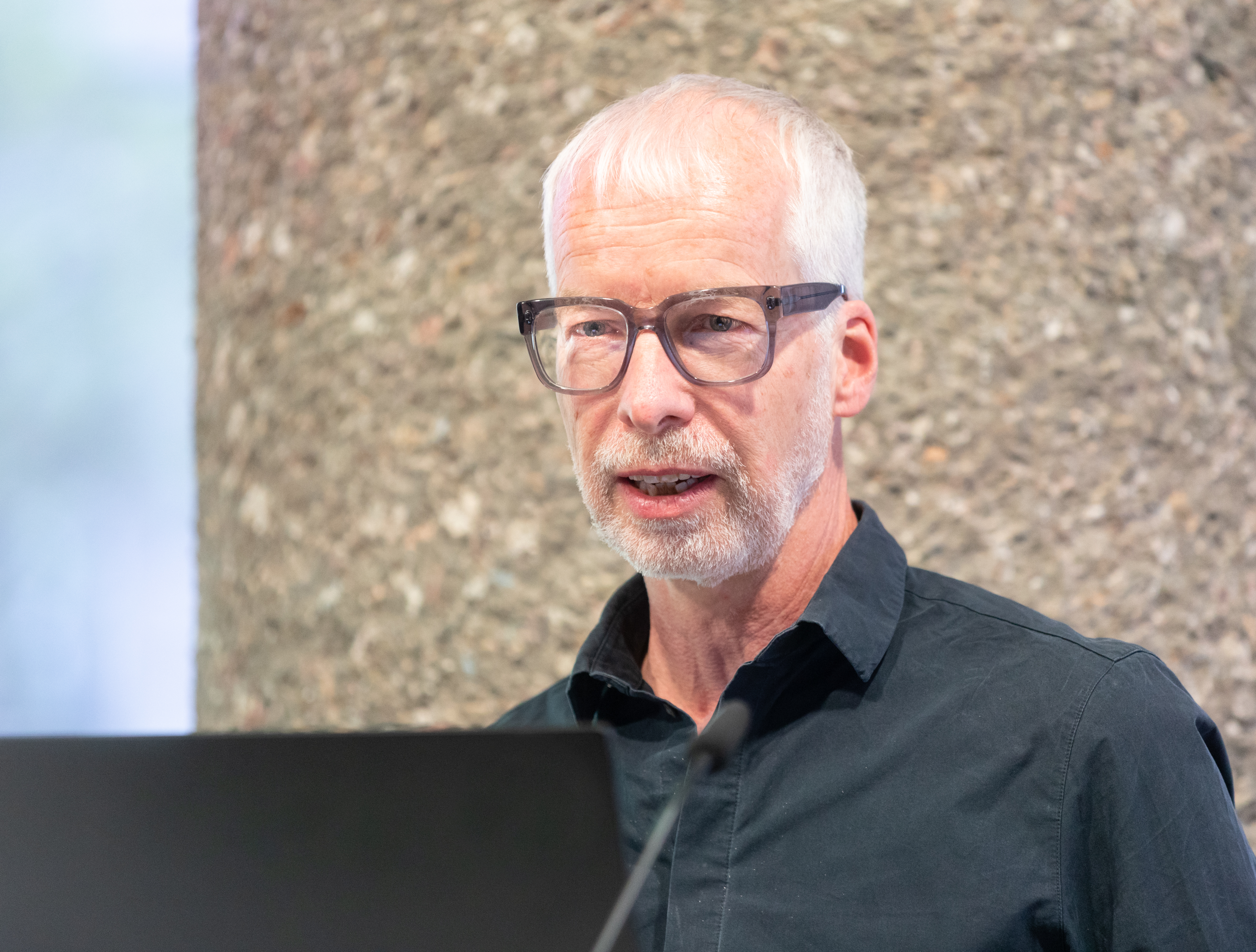
Björn Martenson

Björn Martenson (* 1966) studierte bis 1997 Architektur an der RWTH Aachen. Prägender Lehrer war Mirko Baum. Er arbeitete 2000 bei Brandlhuber & Kniess. Martenson lehrte als Assistent bei Wim van den Bergh an der RWTH Aachen, als Lehrbeauftragter an der Bergischen Universität Wuppertal, als Gastprofessor an der TU München bei Dietrich Fink und seit 2020 an der Hochschule München.
Sonja Nagel (* 1972) studierte Architektur an der Akademie der Bildenden Künste Stuttgart und der Universität Stuttgart. Nagel lehrte an der ADBK Stuttgart, der Peter Behrens School of Arts Düsseldorf, der TU Darmstadt und seit 2019 an der Universität Stuttgart und an der EPF Lausanne.
Jan Hendrik Theissen (* 1972) studierte Produktdesign an der Hochschule der Bildenden Künste Saar und der Design Academy Eindhoven und Architektur am Pratt Institute Brooklyn New York und der Akademie der Bildenden Künste Stuttgart. Theissen lehrte an der ADBK Stuttgart, der Peter Behrens School of Arts Düsseldorf, der TU Darmstadt und seit 2019 an der Universität Stuttgart und an der EPF Lausanne.
2012 wurde AMUNT auf die Architekturbiennale Venedig eingeladen. Eine Auswahl von AMUNTs Bauten wurden von Rasmus Norlander fotografiert. 2016 war Jan Theissen Gastkurator bei OfHouses.

## Bauwerke
Björn Martenson als Mitarbeiter bei Arno Brandlhuber:
- 2000: Haus Romalgartz, Köln (Brandlhuber, Kniess und Bernhardt)
- 2003: Dönges I, Köln (Brandlhuber, Emde und Kraushaar)
- 2006: Deutsches Zentrum für Luft- und Raumfahrt, Stuttgart (Brandlhuber, Emde, Kraushaar und Agkathidis)

AMUNT:
- 2010: Kleinod, Gartenlaube, Aachen[5]
- 2010: JUSTK, Tübingen[6]
- 2010: Cafe Pavillon, Düren[7][8]
- 2011: Sanierung eines Siedlerhauses, Aachen[9]
- 2021: Wochenendhaus am See, Trenthorst[10]
- 2021: FRIHA, Haus am Hang, Menzenschwand[11][12]
- 2023: Boerderette, Venray[13]

## Auszeichnungen und Preise (Auswahl)
- 2001: Bauwelt Preis für Haus Romalgartz, Köln für Björn Martenson
- 2010: Anerkennung – Weißenhof Architekturförderpreis WAF 4[14]
- 2011: Auszeichnung – Häuser des Jahres (Callwey Awards) für JUSTK, Tübingen
- 2012: Hugo-Häring-Preis für JUSTK, Tübingen
- 2013: Auszeichnung – Deutscher Architekturpreis für Sanierung eines Siedlerhauses, Aachen[15][16][17]
- 2017: Bundesstipendium (6-monatiger Aufenthalt an der Cité Internationale des Arts Paris) – Bildatlas über Alltagsarchitektur als Ressource für den Entwurf
- 2018: Architekturpreis NRW für Haus Grau, Aachen[18]
- 2022: Häuser des Jahres (Callway Awards) für FRIHA, Menzenschwand[19]
- 2023: Shortlist – DAM Preis für FRIHA, Menzenschwand[20]
- 2024: Hugo-Häring-Preis 2023/24 für FRIHA, Menzenschwand[21]

## Bücher
- 2G N.75 AMUNT. Walther König Verlag, Köln 2017